# جيوفري بوشارد
جيوفري بوشارد (بالفرنسية: Geoffrey Bouchard)‏ هو دراج فرنسي، ولد في 1 أبريل 1992 في ديجون في فرنسا.

## وصلات خارجية
- جيوفري بوشارد على موقع الاتحاد الدولي للدراجات (الإنجليزية)
- جيوفري بوشارد على موقع أرشيف الدراجات (الإنجليزية)
- جيوفري بوشارد على موقع إحصائيات الدراجات الإحترافية (الإنجليزية)
- جيوفري بوشارد على موقع نسبة الدراجات (الإنجليزية)
- جيوفري بوشارد على موقع CycleBase (الإنجليزية)